# Setipinna wheeleri
Setipinna wheeleri is een straalvinnige vis uit de familie van de ansjovissen (Engraulidae) en behoort derhalve tot de orde van haringachtigen (Clupeiformes). De vis kan een lengte bereiken van 18 cm. 

## Leefomgeving
De soort komt voor in zoet en brak water. De vis prefereert een tropisch klimaat. Het verspreidingsgebied beperkt zich tot Azië.

## Relatie tot de mens
In de hengelsport wordt er weinig op de vis gejaagd. 